# Anglikanische Kirche von Tansania
Die Anglikanische Kirche von Tansania (Swahili Kanisa Anglikana Tanzania, englisch Anglican Church of Tanzania) ist eine Mitgliedskirche der Anglikanischen Gemeinschaft in Tansania.
Die anglikanische Kirche in dem Gebiet geht auf eine Missionsstation aus dem Jahr 1864 zurück. 1884 wurde die Diocese of Eastern Equatorial Africa gegründet, die neben Tansania auch das heutige Kenia, Uganda, Burundi und Malawi umfasste. Nach mehreren Teilungen wurden 1960 die in Kenia und Tansania liegenden Diözesen als Church of Province of East Africa zu einer eigenständigen anglikanischen Kirchenprovinz. 1970 wurde die Kirche in die Anglican Church of Kenya und die Church of the Province of Tanzania geteilt. Seit 1997 trägt sie den heutigen Namen.
Das Gebiet deckt sich mit dem genannten Land. Hier befinden sich 26 Diözesen (Zentral-Tanganjika, Dar es Salaam, Kagera, Kiteto, Kondoa, Lweru, Mara, Masasi, Morogoro, Kilimandscharo, Mpwapwa, Newala, Rift Valley, Rorya, Ruaha, Ruvuma, Shinyanga, Südwest-Tanganjika, Südliches Hochland, Tabora, Tanga, Tarime, Victoria Nyanza, Westliches Tanganjika, Ziwa Rukwa, Sansibar).
Die Kirche gibt ihre Mitgliedschaft mit 2 Millionen an. Sie unterhält die St. John’s University of Tanzania und zwei theologische Colleges.
An der Spitze der Kirche steht als Primas der Erzbischof von Tansania (seit 2018 Maimbo Mndolwa). Er wird alle fünf Jahre durch die Generalsynode gewählt, welche die oberste Instanz der Kirchenprovinz bildet und sich aus dem Haus der Bischöfe, dem Haus der Klerus sowie dem Haus der Laien zusammensetzt.
Wie andere anglikanische Kirchen, so hat auch die Kirchenprovinz Tansania die Weihe des Homosexuellen Gene Robinson zum Bischof verurteilt und die Kirchengemeinschaft mit der Episkopalkirche der USA für beendet erklärt.
Die anglikanische Kirche Tansanias kennt keine Ordination von Frauen.

## Erzbischöfe
Das Amt des Erzbischofs war anfangs mit dem des Bischofs der Hauptstadt Dodoma verbunden. Inzwischen wird jeweils einer der Diözesanbischöfe für jeweils fünf Jahre zusätzlich zum Erzbischof bestimmt.
- John Sepeku, 1970–1978
- Mussa Kahurananga, 1979–1983
- John Ramadhani, 1984–1998
- Donald Mtetemela, 1998–2008
- Valentino Mokiwa, 2008–2013
- Jacob Chimeledya, 2013–2018
- Maimbo Mndolwa, 2018-heute